# Polární vír

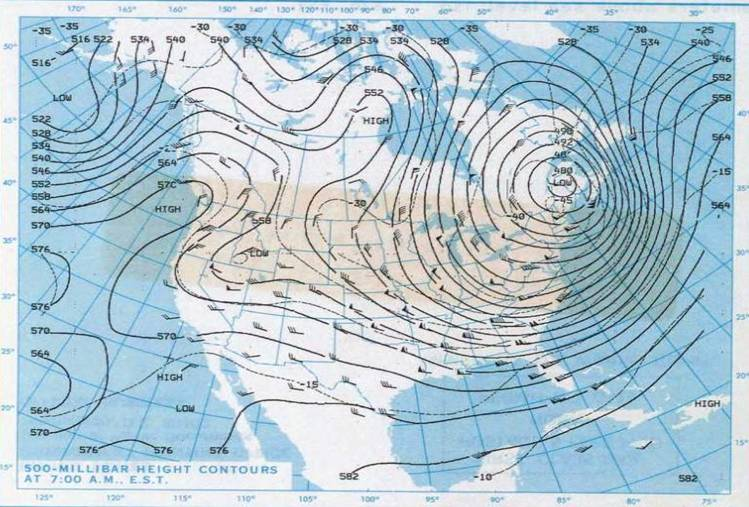
Oblast nízkého tlaku nad Quebecem a Maine, která je součástí severního polárního víru, během rekordně chladného rána dne 21. ledna 1985

Polární vír (též polární vortex či polární cyklóna) je oblast nízkého tlaku v horních vrstvách atmosféry, která se vyskytuje kolem pólů. V atmosféře Země jsou normálně dva polární víry, které se nacházejí v oblastech severního a jižního pólu. Každý z nich představuje stálou rozsáhlou oblast nízkého tlaku. Polární víry se nacházejí ve střední a horní troposféře a zasahují i do stratosféry. Pod nimi leží velká masa studeného, hustého arktického vzduchu.
Rozhraní mezi chladnou suchou vzdušnou masou u pólů a teplou vlhkou vzdušnou masou dále směrem k rovníku je definováno polohou polární fronty. Polární fronta se vyskytuje přibližně kolem 60° zeměpisné šířky. Polární vír zesiluje v zimě a oslabuje v létě díky závislosti na teplotním rozdílu mezi rovníkem a póly. Víry mají v poloměru do 1000 km a otáčejí se proti směru hodinových ručiček na severní polokouli a po směru hodinových ručiček na jižní polokouli; oba polární vortexy se tedy otáčejí kolem pólů směrem na východ. Stejně jako u ostatních cyklón je jejich rotace způsobena Coriolisovými silami.
Víry každoročně zesilují a zeslabují. Pokud je arktický vír silný, je jediný, jasně ohraničený tryskovým prouděním, zatímco když je slabší, dochází k rozdělení na dva nebo více vírů; když je velmi slabý, proud arktického vzduchu se stává více neuspořádaným a masy chladného arktického vzduchu mohou směřovat k rovníku a přinášet s sebou rychlý a prudký pokles teplot. Když severní vír oslabuje, rozděluje se na dva nebo více vírů, z nichž nejsilnější bývá v blízkosti Baffinova ostrova v Kanadě a druhý pak na severovýchodě Sibiře v Rusku.
V případě, že je vír silný, nabývá přibližně kruhového tvaru kolem pólu. Extrémně studený vzduch se tak udržuje uvnitř víru a neproniká do středních zeměpisných šířek. Zde je řeč stále o stratosféře, ale podobný vzor bývá současně i v nižších hladinách.
Polární vír na jižní polokouli je jedinou oblastí nízkého tlaku, která se nachází v blízkosti okraje Rossova šelfového ledovce, poblíž 160° západní délky. Když je polární vír silný, střední šířka západních větrů mírného pásu (západní větry u povrchu mezi 30° a 60° jižní šířky) zesilují a jsou stálé. Když je polární vír oslabí, oblasti vysokého tlaku ze středních zeměpisných šířek se mohou posouvat směrem na jih, působit na polární vír, tryskové proudění a na polární frontu. Tryskové proudění se pak začne ohýbat a odchylovat se na jih. Tím dochází k náhlému styku studeného suchého vzduchu s teplým, vlhkým vzduchem ve středních zeměpisných šířek, což vede k rychlým a dramatickým změnám počasí, známým jako studené vlny.
V polárních vírech dochází k oslabování ozonové vrstvy – zejména na jižní polokouli – k maximu oslabení dochází na jaře.

## Historie
Polární vír byl poprvé popsán již v roce 1853. Na severní polokouli dochází v zimě k náhlému nárůstu teploty ve stratosféře. Tento jev byl objeven v roce 1952 díky radiosondám v nadmořských výškách vyšších než 20 km.
Fenomén polárního víru byl často uváděn ve zpravodajských a meteorologických médiích v době mrazů v Severní Americe v zimě 2013–2014 a získal tak popularitu jako vysvětlení velmi nízkých teplot.
Silné mrazy, které zasáhly velkou část Spojených států a Kanady koncem ledna 2019, jsou také vysvětlovány polárním vírem narušeným vychýleným horkem z Maroka. Americká národní meteorologická služba varovala před omrzlinami, které mohou vzniknout během pouhých 10 minut pobytu venku v extrémních mrazech. V postižených oblastech byly uzavřeny stovky škol i univerzit.

## Určení
Polární cyklony jsou oblasti nízkého tlaku v polárních vzdušných masách, které existují celoročně. Stratosférický polární vír se vyvíjí v zeměpisných šířkách nad subtropickým tryskovým prouděním. Horizontálně mají polární víry většinou poloměr menší, než 1000 km. Vzhledem k tomu, že polární víry jsou pozorovány od stratosféry směrem dolů do střední troposféry, používají se pro určení jejich polohy různé hodnoty výšky či tlaku. Tlaková plocha 50 mb se nejčastěji používá k identifikaci jeho stratosférické lokality. Na úrovni tropopauzy lze pro určení její síly použít rozsah uzavřených obrysů potenciální teploty. Jiní vědci používali k určení polárního víru hladiny až do úrovně tlaku 500 hPa (cca 5460 m).

## Trvání a síla

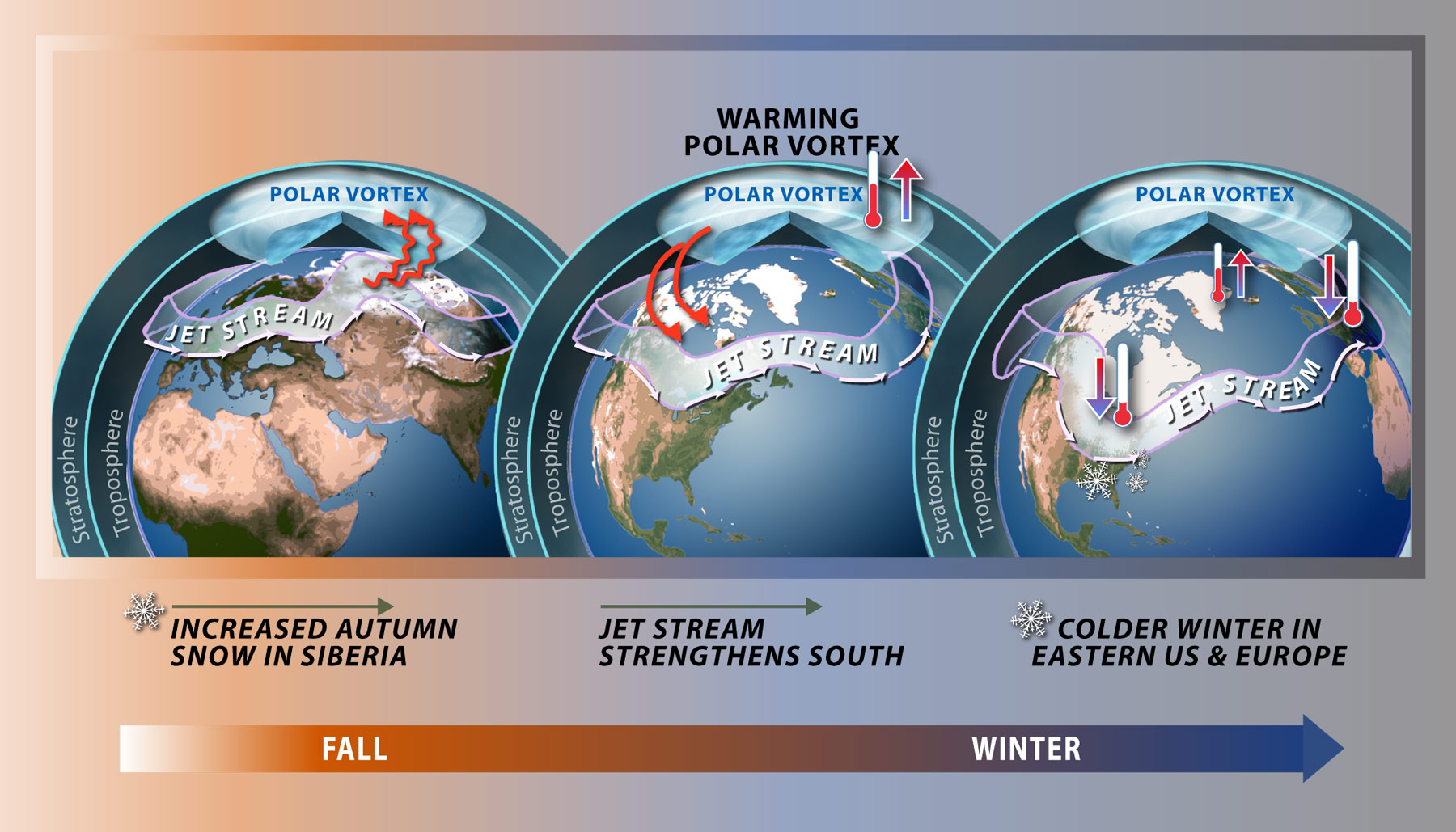
Polární víry a povětrnostní vlivy způsobené stratosférickým oteplováním

Polární víry jsou nejslabší v létě a nejsilnější v zimě. Extropické cyklony, které se posouvají do vyšších zeměpisných šířek, v případě, že je polární vír je slabý, mohou tento vír narušit a způsobit vznik menší vírů polárních vzduchových mas. Tyto menší víry mohou trvat déle než měsíc.
Sopečné erupce v tropech mohou během zimy vést k silnějšímu polárnímu víru po dobu až následujících dvou let. Síla a poloha polárního víru mají vliv na široké okolí. Ukazatel, který se používá na severní polokouli pro měření velikosti víru se nazývá arktická oscilace.
Když je arktický vír nejsilnější, má podobu jediného víru, ale běžně dochází k jeho protažení do oválu se dvěma cyklónovými centry, jedním nad Baffinovým ostrovem v Kanadě a druhým nad severovýchodní Sibiří. Když je arktický vír oslabený, mohou se subtropické vzdušné masy posunout směrem k pólu, což způsobí, že naopak arktické vzdušné masy se posunou směrem k rovníku, jako k tomu došlo během vypuknutí arktické zimy v roce 1985. Antarktické polární víry jsou výraznější a dlouhodobější než arktické. V Arktidě vyvolává rozložení zemských mas Rossbyho vlny, které přispívají k rozpadu polárního víru, zatímco na jižní polokouli je vír narušován méně. Rozbití polárního víru je extrémní událostí známé jako náhlé oteplování stratosféry. Pokud se vír úplně rozpadne může dojít v těchto výškách k náhlému oteplení o 30–50 °C během několika dní.
Zesilování a zeslabování polárního víru je určováno pohybem vzduchových mas a přenosem tepla v polární oblasti. Na podzim cirkumpolární větry zrychlují a polární vír stoupá do stratosféry. Výsledkem je, že polární vzduch tvoří souvislou rotující vzduchovou hmotu – polární vír. Jakmile se přiblíží zima, jádro víru se ochlazuje, rychlost větru se sníží a energie víru klesá. Na konci zimy a brzy na jaře je vír nejslabší. Výsledkem je, že na konci zimy se mohou být velké masy studeného vzduchu přesunout do nižších zeměpisných šířek a vyvolat v těchto oblastech výrazné změny počasí. V nejnižší vrstvě stratosféry zůstávají výrazné změny potenciálu a většina masy vzduchu zůstává v rámci polárních vzdušných mas do prosince na jižní polokouli a do dubna na severní polokouli a to i po rozpadu víru ve středních vrstvách stratosféry.
K rozpadu severního polárního víru dochází od poloviny března do poloviny května. Tato událost znamená přechod ze zimy do jara a má dopad na hydrologický cyklus, vegetační období rostlin a celkovou produkci ekosystémů. Načasování přechodu také ovlivňuje změny mořského ledu, ozonu, teploty vzduchu a oblačnosti. K brzkým a pozdním případům rozpadu polárního víru dochází jako následek změn ve struktuře toku stratosféry a vzestupnému šíření planetárních vln z troposféry. V důsledku zasahování silnějších vln do polárního víru v něm dochází k rychlejšímu oteplování než obvykle, což má za následek dřívější rozpad víru a tím i dřívější příchod jara. Pokud dojde k rozpadu předčasně, je charakterizován přetrvávajícími zbytky. Pokud dojde k rozpadu pozdě, zbytky se rychle rozptýlí. Při brzkém rozpadu dochází k výskytu teplého období od konce února do poloviny března. Při pozdním rozpadu se vyskytují dvě teplá období, jedno v lednu a druhé v březnu. Zónová průměrná teplota, vítr a geopotenciální výška vykazují různé odchylky od normálních hodnot před a po brzkém rozpadu, zatímco po pozdním rozpadu zůstávají odchylky malé. Vědci spojují zpoždění rozpadu arktických vírů s redukcí aktivit planetárních vln, malým výskytem náhlých stratosférických oteplení a s narušením ozonové vrstvy. 
Náhlá oteplení stratosféry jsou spojena se slabšími polárními víry. Tato oteplení stratosférického vzduchu mohou dokonce obrátit rotaci arktického polárního víru tak, že začne rotovat ve směru hodinových ručiček. Tyto změny pak ovlivňují dění v níže položené troposféře. Příkladem vlivu na troposféru mohou být změny v rychlosti proudění atlantických oceánských proudů. V místech jižně od Grónska dochází k počátečnímu sestupu; tomuto místu se přezdívá „Achillova pata severního Atlantiku”. Malé množství oteplení nebo ochlazení z polárního víru může spustit či pozdržet pokles, změny Severoatlantského proudu a měnit rychlosti i jiných oceánských proudů. Vzhledem k tomu, že všechny ostatní oceány závisí na pohybu tepelné energie Atlantského oceánu, může dojít k dramatickému ovlivnění klimatu na celé planetě. Oslabení nebo posílení polárního víru může změnit mořský mořské proudy i více než míli pod hladinou. Posilování bouřkových systémů v troposféře, které ochlazují póly, může posílit polární vír. Také jev La Niña – související klimatická anomálie – výrazně posiluje polární vír. Zesílení polárního vortexu vede ke změnám relativní vlhkosti; suchý stratosférický vzduch proniká do jádra víru. Při zesilování víru dochází k dlouhodobému ochlazení v důsledku snížení koncentrace vodních pár v blízkosti víru. Snížený obsah vody je důsledkem poklesu tropopauzy uvnitř víru, kdy suchý stratosférický vzduch se přesouvá nad vlhký troposférický vzduch. Nestabilita je způsobena tím, že dochází k přesunům jádra víru. Když k tomu dojde, vortexové kruhy ztratí stabilitu a jsou náchylnější k posunu planetárních vln. Aktivita planetárních vln v obou hemisférách se mění meziročně, což vede k odpovídající reakci na sílu a teplotu polárního víru. Počet vln kolem obvodu víru se vztahuje k velikosti jádra; pokud jádro víru klesá, počet vln se zvyšuje.
Intenzita mísení vzduchu z polárních a středních šířek závisí na vývoji a poloze nočního polárního tryskového proudění. Obecně platí, že k mísení dochází méně v rámci víru, než mimo něj. Mísení nastává při nestabilních planetárních vlnách, které jsou v zimě charakteristické pro střední a horní stratosféru. Pokud nedojde k narušení polárního víru, dochází jen k malým přesunům mas vzduchu z tohoto víru, protože se v oblastech nad 420 km vyskytují silné bariéry. Polární noční tryskové proudění, je níže, je na začátku zimy slabé. V důsledku toho neovlivňuje sestup polárního vzduchu, který by se pak mísí se vzduchem ve středních šířkách. V pozdní zimě masy vzduchu neklesají tolik, což snižuje mísení. Po rozbití víru se během měsíce rozptýlí vzduch z víru do středních zeměpisných šíře.
Někdy se polární vír rozbije již před závěrečným oteplení. Je-li zbylá masa vzduchu dostatečně velká, může se její část přesunout nad Kanadu a středozápadní, střední, jižní a severovýchodní oblasti Spojených států. Toto odklonění polárního víru může nastat v důsledku posunutí polárního tryskového proudění; k tomu došlo například během zimy 2013–2014 a 2014–2015 kdy se tryskové proudění nabralo severozápadní směr a ovlivnilo západní část Spojených států. Způsobilo teplo a sucho na západě a chladno a sníh v severních částech středu USA a na severovýchodě USA. Někdy oblast vysokého tlaku vzduchu, nazývaná Grónský blok, může způsobit, že se polární vír odkloní na jih, místo aby se pohyboval normální cestou přes severní Atlantik.

## Změna klimatu

Zvlnění tryskového proudění severní polokoule vyvíjejí (a, b) a nakonec oddělují „pokles” studeného vzduchu (c); oranžově: teplejší masy vzduchu; růžově: tryskové proudění

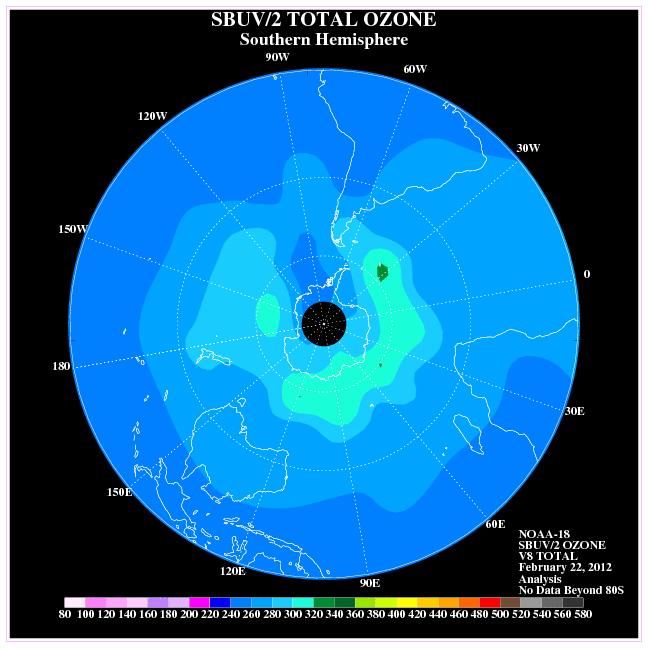
Koncentrace ozonu na jižní polokouli 22. února 2012

Podle studie z roku 2001, může mít stratosférická cirkulace vliv na povětrnostní anomálie. Ve stejném roce našli výzkumníci statistickou korelaci mezi slabým polárním vírem a výskytem studené zimy na severní polokouli. V nedávných letech vědci identifikovali interakce mezi úbytkem arktického mořského ledu, poklesem sněhové pokrývky, průběhem evapotranspirace, anomáliemi severoatlantické oscilace nebo anomáliemi počasí, které jsou spojeny s konfigurací polárních vírů a tryskového proudění. Nicméně, jelikož konkrétní pozorování jsou zatím krátkodobá (přibližně 13 let), existují v závěrech značná nejistota. Klimatická pozorování vyžadují několik desetiletí, aby definitivně rozlišovaly přirozené variability od klimatických trendů.
Obecně se předpokládá, že snížená sněhová pokrývka a led moře odrážejí méně slunečního světla a tím se zvětšuje odpařování a transpirace, což zase mění tlakový a teplotní gradient polárního víru, což způsobuje jeho oslabení nebo zhroucení. To se stává zřejmé, když amplituda tryskového proudění roste (zvlnění) na severní polokouli, což způsobuje, že se Rossbyho vlny šíří více na jih nebo na sever a přináší pak teplejší vzduch na severní pól a polární vzduch do nižších zeměpisných šířek. Amplituda tryskového proudění se zvyšuje se slabším polárním vírem, čímž se zvyšuje šance na zablokování povětrnostních systémů.

## Poškození ozonové vrstvy
Chemie antarktického polárního víru způsobila silné poškození ozonové vrstvy. Kyselina dusičná v polárních stratosférických mracích reaguje s chlorfluoruhlovodíky za vzniku chloru, který katalyzuje fotochemickou destrukci ozonu. Koncentrace chloru vznikají během polární zimy a následná likvidace ozonu je největší, když se na jaře vrátí sluneční světlo. Tyto mraky se mohou tvořit pouze při teplotách pod −80 °C. Vzhledem k větší výměně vzduchu mezi Arktidou a středními šířkami je vyčerpání ozonu na severním pólu mnohem méně než na jihu. Proto je sezónní snižování hladiny ozonu nad Arktidou obvykle charakterizováno jako „ozonové oslabení”, zatímco závažnější úbytek ozonu nad Antarktidou je považována za „ozonovou díru”. To znamená, že chemická destrukce ozonu v arktickém polárním víru v roce 2011 dosáhla poprvé úrovně jasně identifikovatelné jako „ozónová díra” v Arktidě.

## Jiná astronomická tělesa

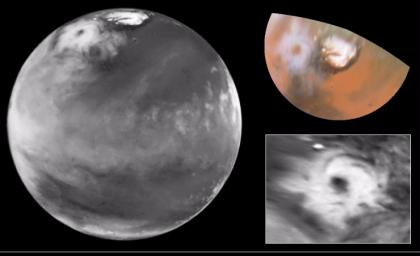
Hubbleův pohled na kolosální polární oblak na Marsu

Také jiná astronomická tělesa mají polární víry, včetně Venuše (dvojitý vír – tedy dva víry na každém pólu), Marsu, Jupiteru, Saturnu a Saturnova měsíce Titanu.

### Horký polární vír
Jediný známý horký polární vír ve sluneční soustavě se nalézá u jižního pólu Saturnu.